# Cratere Degana
Degana  è un cratere sulla superficie di Marte.